# Golden Valley (Arizona)
Golden Valley – jednostka osadnicza w Stanach Zjednoczonych, w stanie Arizona, w hrabstwie Mohave.